# Свег (аеропорт)
Аеропорт Свег (IATA: EVG, ICAO: ESND) (швед. Härjedalen Sveg Airport) — регіональний аеропорт, розташований за 4 км на північний схід від Свега, Гар'єдален, Швеція.

## Історія
Аеропорт відкрито 1971 року.
У 2002 році його модернізовано: подовжено злітно-посадкову смугу на 350 м та побудовано новий більший термінал.

## Авіалінії та напрямки
| Авіакомпанія | Пункт призначення |
| ------------ | ----------------- |
| Jonair       | Стокгольм–Арланда |

## Пасажирообіг
Див. джерело запитів Вікіданих та джерела.